# Augustinern 68 (Quedlinburg)

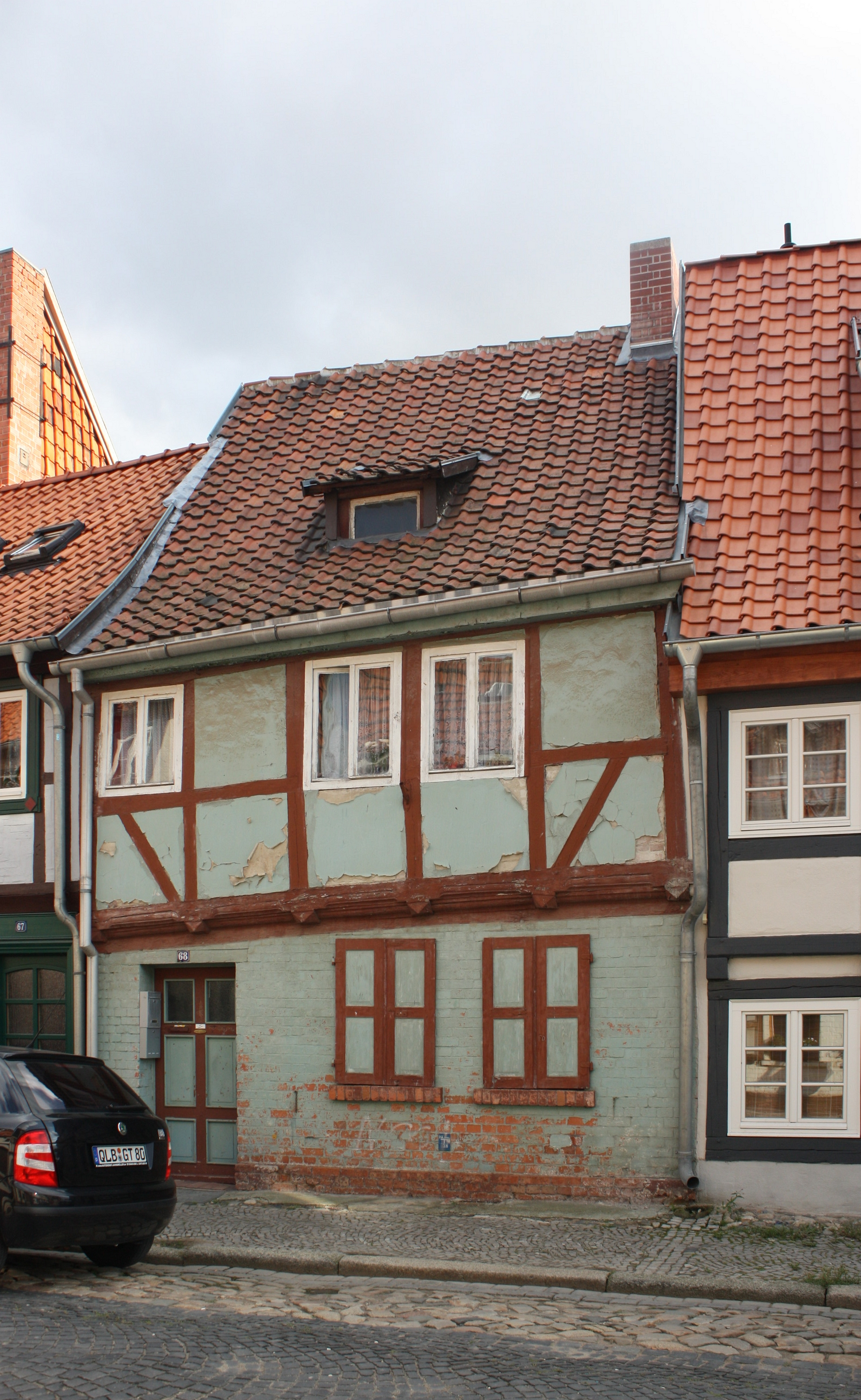
Haus Augustinern 68

Das Haus Augustinern 68 ist ein denkmalgeschütztes Gebäude in der Stadt Quedlinburg in Sachsen-Anhalt.

## Lage
Es befindet sich im nördlichen Teil der historischen Quedlinburger Neustadt und gehört zum UNESCO-Weltkulturerbe. Im Quedlinburger Denkmalverzeichnis ist es als Wohnhaus eingetragen. Östlich grenzt das gleichfalls denkmalgeschützte Haus Augustinern 67 an.

## Architektur und Geschichte
Das zweigeschossige Fachwerkhaus entstand in der Zeit um 1680. Die Fachwerkfassade weist die bauzeittypischen Gestaltungselemente auf. So finden sich an der Stockschwelle Schiffskehlen, Pyramidenbalkenköpfe und profilierte Füllhölzer. Im 19. Jahrhundert wurde das Erdgeschoss in massiver Bauweise erneuert.  